# Давыдовская (Шенкурский район)
Давыдовская — нежилая деревня в Шенкурском районе Архангельской области. Входит в состав муниципального образования «Никольское».

## География
Деревня расположена в южной части Архангельской области, в таёжной зоне, в пределах северной части Русской равнины, в 30,5 километрах на запад от города Шенкурска, на правом берегу реки Тарня, притока реки Ледь. Ближайшие населённые пункты: на юге деревня Пакшинская, на северо-западе деревня Степановская.
Часовой пояс
Давыдовская, как и вся Архангельская область, находится в часовой зоне МСК (московское время). Смещение применяемого времени относительно UTC составляет +3:00.

## Население
| 2002 | 2010 | 2012 |
| ---- | ---- | ---- |
| 0    | →0   | →0   |

## История
До момента образования Тарнянской волости в 1897 году деревня входила в состав Великониколаевской волости Шенкурского уезда.
В «Списке населенных мест Архангельской губернии к 1905 году» деревня Давыдовская насчитывает 12 дворов, 36 мужчин и 37 женщин.  В административном отношении деревня входила в состав Тарнянского сельского общества Тарнянской волости.
На 1 мая 1922 года в поселении 38 дворов, 24 мужчины и 28 женщин.
С 2006 года по 2012 год деревня входила в состав Тарнянского сельского поселения.